# Alameda del Valle
Alameda del Valle – wieś w Hiszpanii we wspólnocie autonomicznej Madryt, na północ od Madrytu w comarce Sierra Norte. Przez miejscowość przepływa rzeka Lozoya.

## Atrakcje turystyczne
- Kościół Św. Mariny Panny i Męczennicy (Iglesia de Santa Marina, Virgen y Mártir) z XVIII wieku
- Ratusz wybudowany w XX wieku z żelaznym dzwonem i zegarem
- Ermita de Santa Ana